# 安妮·拉佐尔
安妮·拉佐尔（英語：Annie Lazor，1994年8月17日—）生于密歇根州底特律，是一名美国女子游泳运动员，主攻蛙泳。她最初进入俄亥俄州立大学，后来转学至奥本大学。2016年，她从奥本大学毕业。